# Sid Fernandez
Pour les articles homonymes, voir Fernandez.
Charles Sidney Fernandez (né le 12 octobre 1962 à Honolulu, Hawaï, États-Unis) est un ancien lanceur gaucher au baseball. Il a joué dans les Ligues majeures de 1983 à 1997 et est surtout reconnu pour ses dix années avec les Mets de New York.
Il a participé à deux matchs des étoiles et est troisième dans l'histoire des majeures pour le plus faible total de coups sûrs accordés par tranche de neuf manches, derrière Nolan Ryan et Sandy Koufax.

## Carrière

### Débuts
Sid Fernandez lance un match sans point ni coup sûr à son premier départ avec Kaiser High School, à Honolulu, en 1980. Il est drafté en 1981, à l'âge de 18 ans, par les Dodgers de Los Angeles. Il apparaît une première fois au monticule avec l'équipe à la fin septembre en 1983 et effectue son premier départ dans les majeures au dernier jour de la saison régulière, après que les Dodgers ont été sacrés champions de la division Ouest de la Ligue nationale. Il subit la défaite aux mains des Giants de San Francisco.
Le 8 décembre 1983, il est échangé des Dodgers aux Mets de New York en compagnie de l'arrêt-court Ross Jones contre le joueur d'utilité Bob Bailor et le lanceur Carlos Diaz. La transaction fut à l'avantage des Mets, qui purent compter sur Fernandez pendant dix saisons, alors que les deux joueurs cédés en échange prirent leur retraite après les saisons 1985 et 1986 respectivement.

### Mets de New York
Fernandez s'aligne avec les Mets de 1984 à 1993. Il porte le numéro 50 comme hommage à son État natal, Hawaï, le 50e État américain.
En 1985, il n'accorde que 5,71 coups sûrs par 9 manches lancées. Cependant, il ne reçoit guère de support offensif de son équipe. Le lanceur boucle la campagne avec un dossier victoires-défaites de 9-9.
En 1986, il remporte 12 de ses 14 premières décisions et reçoit sa première invitation pour le match des étoiles. Avec une fiche de 16-6 et 200 retraits sur des prises durant la saison régulière, il reçoit un vote pour le trophée Cy Young dans la Nationale, terminant 7e et étant l'un des quatre lanceurs des Mets à être considérés pour le prix cette année-là.
En Série mondiale 1986, il est utilisé en relève et apparaît dans le match #5 contre les Red Sox de Boston. Il blanchit l'adversaire en quatre manches, mais New York s'incline après un mauvais départ de Dwight Gooden. Dans le septième et dernier match de la finale, il relève Ron Darling, qui avait permis aux Sox de prendre une avance de 3-0, en quatrième manche et n'accorde aucun coup sûr en deux manches et un tiers. Les Mets remportent la partie et le titre mondial.
En 1987, Fernandez est de nouveau invité au match des étoiles. Il remporte 12 victoires en 1987 et 1988.
En 1988, il lance contre les Dodgers de Los Angeles en Série de championnat de la Ligue nationale mais encaisse la défaite lors du match #5.
Il remporte 14 gains, contre seulement 5 revers en 1989, et présente sa meilleure moyenne de points mérités (2,83) en carrière. Il lance aussi un sommet personnel de 219 manches et un tiers. 
Il atteint à nouveau la marque de 14 victoires en 1992. Il quitte New York après la saison 1993 pour signer un contrat comme agent libre avec les Orioles de Baltimore. En dix saisons chez les Mets, sa fiche est de 98-78.

### Dernières années
Le gaucher présente sa moyenne de points mérités la plus élevée en carrière en 1994 (5,15). Libéré par les Orioles en juillet 1995 après avoir subi 4 revers en autant de décisions, il signe avec les Phillies de Philadelphie, avec qui il remporte six décisions sur sept, en onze départs.
Après avoir passé la saison 1996 à Philadelphie, Fernandez a lancé un match en 1997 (une victoire) pour les Astros de Houston.
En 2001, il tente un retour au jeu et signe un contrat des ligues mineures avec les Yankees de New York, mais, blessé au genou, il revient sur sa décision après un match avec les Clippers de Columbus de la Ligue internationale, au niveau AAA.
En carrière dans les majeures, il a remporté 114 victoires, contre 96 défaites, en 307 apparitions au monticule et 300 départs. Il a totalisé 1743 retraits sur des prises en 1866 manches et deux tiers lancées. Sa moyenne de points mérités fut de 3,36.
En cinq parties éliminatoires, dont 2 départs, il montre une fiche de 2-1.